# Aeschynomene monteiroi
Aeschynomene monteiroi är en ärtväxtart som beskrevs av Alf.Fern. och P.Bezerra. Aeschynomene monteiroi ingår i släktet Aeschynomene och familjen ärtväxter.

## Underarter
Arten delas in i följande underarter:
- A. m. monteiroi
- A. m. psilantha